# Johnny Stecchino
Johnny Stecchino è un film del 1991 diretto e interpretato da Roberto Benigni. Successivamente al film fu scritto anche un romanzo omonimo da Benigni e Vincenzo Cerami che fu pubblicato lo stesso anno.

## Trama
Dante Ceccarini lavora a Cesena come autista di scuolabus per ragazzi affetti da disabilità. È sostanzialmente una brava persona, anche se froda la propria assicurazione inscenando un improbabile "tic" che lo costringerebbe ad agitare la mano destra incessantemente. Inoltre, ha il vizio di rubare qualche banana distraendo i fruttivendoli con scenette improvvisate.
Una notte, dopo una festa tra amici in cui ha miseramente fallito varie avances nei confronti di una sua collega e di altre donne, viene quasi investito da un'auto davanti a casa. La guidatrice rimane come "incantata" nel vedere Dante, per poi svenire poco dopo; mentre Dante prova a cercare aiuto per soccorrerla, la donna risale in macchina e se ne va a gran velocità. 
La mattina seguente ricompare sulle scale del condominio dove vive Dante, al quale confessa di chiamarsi Maria e di essersi persa in città, mentre stava cercando un bar dove poter andare al bagno. Dante la ospita in casa, ma improvvisamente la donna fugge di nuovo. Dante prova allora a cercarla all'Hotel Excelsior, e questa volta la loro frequentazione continua con visite per negozi e ristoranti della città. 
Maria cambia progressivamente il look di Dante, comprandogli abiti eleganti, disegnandogli un neo sulla faccia e mettendogli in bocca uno stuzzicadenti. Comincia, inoltre, a chiamarlo sempre Johnny; Dante, pur senza capirne il perché, asseconda questa sua volontà per amore. Quando improvvisamente Maria scompare nuovamente dalla città, Dante è molto giù di morale, fin quando non riceve un invito telefonico della donna a raggiungerla a Palermo. 
Maria, che finge semplicemente di amarlo, è in realtà la moglie di Johnny Stecchino, un boss mafioso perfettamente identico nell'aspetto fisico a Dante, ora divenuto pentito e confinato nella sua villa per sfuggire alla mafia, che è sulle sue tracce per ucciderlo. Il piano della donna è, dunque, quello di servirsi dell'ingenuo Dante come capro espiatorio e, sfruttandone la somiglianza, farlo uccidere al posto di Johnny per poi fuggire con quest'ultimo in Sudamerica.
Le situazioni in cui Dante si viene a trovare per via della sua somiglianza con il boss e la sua ingenuità producono una serie di equivoci e di vicende paradossali (come quando un mafioso in auto tenta di ucciderlo e quando incontra un giudice ed un ministro collusi con la mafia). Attraverso tutti questi frangenti, Maria si rende conto però del valore e della bontà di Dante, stanca della meschinità e della anaffettività del marito.
Così, con uno stratagemma, consegna ai mafiosi il vero Johnny Stecchino, prima della fuga di quest'ultimo in Sudamerica, salvando così la vita al malcapitato sosia. Dante torna infine a casa verso Cesena, e finalmente viene chiamato col suo reale nome da Maria, la quale pur vedova e ormai innamorata di lui, decide di ripartire per Palermo dopo un appassionato bacio, lasciando intendere che un giorno potrebbe ritornare a trovarlo.

## Produzione

### Luoghi delle riprese
- Il luogo delle riprese iniziali del film, dai titoli di testa fino al minuto 34'42", ed anche delle riprese finali, da 1h 50' 07" fino ai titoli di coda, è stata la città di Cesena (in particolare nella zona di San Mauro in valle (Quartiere Oltresavio) dove abitavano i genitori di Nicoletta Braschi.
- L'Hotel Excelsior in cui soggiorna Maria e nella hall nel quale lei e Dante hanno il colloquio in "inglese" è il Grand Hotel di Rimini[2]. Il vero Hotel Excelsior è a Palermo, ma si decise di confermare per le riprese quello romagnolo.
- La scena in cui lo zio accompagna in auto Dante da Maria è stata girata sul lungomare del Foro Italico a Palermo.
- La casa in cui abitano Maria, Johnny Stecchino e lo zio è Villa Spedalotto di Santa Flavia (PA).
- Il ristorante in cui i protagonisti pranzano, ed in cui Dante viene "ribattezzato" da Maria "Johnny Stecchino", è quello dell'Hotel Villa Igiea di Palermo (riconoscibile dalle decorazioni in stile Liberty).
- La scena del fruttivendolo siciliano è stata girata in via Torrente Mazzeo e vicolo Torto (i colpi di pistola partono da via Francesco Durante), a Mazzeo, frazione di Taormina (ME).
- La caserma dei Carabinieri è il palazzo municipale di Giardini-Naxos (ME) ubicato in piazza Roma (ora Abate Cacciola).
- Il bar dove Dante incontra il giudice che gli raccomanda di ritrattare tutta la confessione è in piazza Roma a Giardini-Naxos.
- Le scene ambientate dentro il Teatro Massimo non sono girate al Massimo di Palermo, allora in ristrutturazione, bensì al Teatro Massimo Vincenzo Bellini di Catania.
- La villa della festa a cui partecipa il Ministro e nella quale Dante viene beccato dall'ispettore dell'Assicurazione è Villa Malfitano a Palermo.
- La scena in cui Johnny è dal barbiere è stata girata nel piccolo centro di Letojanni (ME).
- La scena del rifornimento in autostrada non è stata girata lungo l'autostrada A29, che collega Palermo all'aeroporto, bensì lungo l'autostrada A18 Catania-Messina, nell'area di servizio IP (ora Q8) di Santa Teresa di Riva (ME).
- Altri luoghi di ripresa sono stati Ravenna (via Cairoli), Roma e Santarcangelo di Romagna (RN).

### Doppiaggio
Doppiaggio eseguito dalla Cine Video Doppiatori.

## Distribuzione

### Date di uscita
Di seguito sono elencate, in ordine cronologico, le date di uscita del film ed il titolo (talvolta modificato) in alcuni stati del mondo.
- Italia: Johnny Stecchino, 24 ottobre 1991
- Francia: Johnny Stecchino, 8 aprile 1992
- Germania: Zahnstocher Johnny, 4 giugno 1992
- Spagna: Johnny Palillo, 4 settembre 1992
- Canada: Johnny Stecchino, 14 settembre 1992
- Stati Uniti d'America: Johnny Stecchino, 9 ottobre 1992

- Paesi Bassi: Johnny Tandestoker, 5 novembre 1992
- Finlandia: Hammastikku-Johnny, 8 gennaio 1993
- Svezia: Johnny Tandpetaren, 26 febbraio 1993
- Danimarca: Johnny Tandstikker, 2 luglio 1993
- Australia: Johnny Stecchino, 16 luglio 1993
- Portogallo: Johnny Palito, 22 settembre 1994
- Catalogna: Johnny Escuradents, 29 settembre 1994

### Censura
Negli USA è stata censurata la scena finale, con Dante che fa sniffare la cocaina a Lillo, credendola un farmaco contro il diabete.

## Accoglienza

### Critica
Il film fu un grande successo al botteghino, ma la critica lo accolse tiepidamente, anche se col passare del tempo è stato riconosciuto come uno dei migliori film dell'attore toscano anche al di fuori del giudizio del pubblico.

### La satira sociale
Il film al di fuori del suo aspetto comico ed esilarante, rappresenta ancora una volta, come nel caso generale del cinema di Benigni, una denuncia sociale: la società è infatti qui ritratta in tutti i suoi aspetti di ingiustizia, corruzione (come il giudice ed il ministro collusi con Johnny e la mafia), perversione, una società incapace di agire in maniera onesta, ma che si basa solo su ciò che vede. Il mondo della mafia osservato da Benigni è dunque un mondo che vive nell'alienazione dell'individuo, un mondo capovolto basato sulle apparenze, ma osservato sotto l'ottica del comico: Johnny Stecchino (come anche Il mostro, La vita è bella, Pinocchio, ecc.), riflette sulla società contemporanea in preda al vizio e all'illusione, sublimandone con una risata l'elemento tragico.

### Incassi
La pellicola incassò 42.000.000.000 di lire, che gli valsero il primo posto nella classifica cinematografica 1991-92. All'epoca divenne il più grande incasso italiano di tutti i tempi. Quando poi venne trasmesso in prima visione televisiva, il 15 novembre 1993 su Canale 5, fu nuovamente un grande successo: fece infatti registrare un'audience di 12.538.000 telespettatori.

## Riconoscimenti
- 1992 - David di Donatello
  - David Speciale a Roberto Benigni, per il successo del film[8].
  - Nomination Miglior sonoro a Remo Ugolinelli[9]
- 1992 - Nastro d'argento
  - Miglior attore protagonista a Roberto Benigni[10]
  - Miglior attore non protagonista a Paolo Bonacelli[10]
  - Nomination Migliore sceneggiatura a Vincenzo Cerami e Roberto Benigni[10]
  - Nomination Migliore fotografia a Giuseppe Lanci[10]
- 1992 - Ciak d'oro
  - Miglior attore protagonista a Roberto Benigni[11]
  - Miglior attore non protagonista a Paolo Bonacelli[11]